# Jan Kubista (ur. 1960)
Jan Kubista (ur. 27 maja 1960 w Pradze) – czeski lekkoatleta, średniodystansowiec, olimpijczyk. Podczas swojej kariery reprezentował Czechosłowację.

## Osiągnięcia sportowe
Odpadł w eliminacjach biegu na 800 metrów na mistrzostwach Europy juniorów w 1979 w Bydgoszczy. Zajął 10. miejsce w finale biegu na 1500 metrów na mistrzostwach świata w 1983 w Helsinkach. Wystąpił w tej konkurencji na igrzyskach olimpijskich w 1988 w Seulu, ale odpadł w eliminacjach.
Był mistrzem Czechosłowacji w biegu na 800 metrów w latach 1981–1983 oraz wicemistrzem w sztafecie 4 × 400 metrów w 1982 i 1983, a w hali był mistrzem w biegu na 1500 metrów w 1986.
20 sierpnia 1983 w Pradze ustanowił rekord Czechosłowacji w biegu na 1500 metrów z czasem 3:34,87.

## Rekordy życiowe
Rekordy życiowe Kubisty:
- bieg na 800 metrów – 1:47,27 (25 czerwca 1983, Praga)
- bieg na 1500 metrów – 3:34,87 (20 sierpnia 1983, Praga)c
- bieg na 1500 metrów (hala) – 3:42,65 (24 stycznia 1987, Praga)
- bieg na milę (hala) – 4:01,3 (10 lutego 1984, Los Angeles)

## Rodzina
Jego syn Jan Kubista również był lekkoatletą średniodystansowcem, medalistą halowych mistrzostw Europy w 2017. 